# NXIVM
NXIVM (pronunciat nɛksiəm) va ser una corporació que venia materials de desenvolupament del potencial humà i d'autoajuda, i es va convertir en un culte a la personalitat del seu fundador, Keith Raniere, servint com a organització façana per a l'activitat criminal d'ell i dels seus col·laboradors propers. El Departament de Justícia es va apoderar de la propietat de les entitats relacionades amb NXIVM i la seva propietat intel·lectual mitjançant la confiscació d'actius després de la condemna de Raniere.
La Corporació NXIVM tenia la seu al Districte Capital de Nova York i tenia centres als Estats Units d'Amèrica, Canadà i Mèxic. Les empreses filials de NXIVM reclutaven basant-se en el model de màrqueting multinivell i utilitzaven currículums basats en la propietat intel·lectual («tech») de Raniere anomenats «Rational Inquiry». Els cursos van atreure una varietat d'estudiants notables, inclosos actors i fills dels rics i poderosos. En el seu apogeu, NXIVM tenia 700 membres actius.
Durant la seva existència, antics membres i famílies dels clients de NXIVM alarmats pel comportament de Raniere i les pràctiques de NXIVM van parlar amb periodistes d'investigació de Forbes, Vanity Fair, The New York Observer i Times Union d'Albany, qualificant l'organització de «culte». L'organització va ser criticada en termes similars per Rick Alan Ross del Cult Education Institute i activistes i acadèmics del moviment antisecta. El 2017, els antics membres Sarah Edmondson, Bonnie Piesse i Mark Vicente, així com Catherine Oxenberg (mare de la membre India Oxenberg) van parlar a The New York Times i van revelar greus preocupacions sobre Keith Raniere i NXIVM, inclosa l'existència d'una societat secreta anomenada «DOS» en què les dones eren marcades, obligades gravar confessions falses i proporcionar fotografies seves nues per a fer-les xantatge.
Després de l'exposició del New York Times, l'advocat dels Estats Units per al districte oriental de Nova York va investigar l'organització, i el 2018 va presentar càrrecs penals contra Raniere, la cofundadora Nancy Salzman i la seva filla Lauren, l'actriu Allison Mack, l'hereva de Seagram Clare Bronfman, i la comptable Kathy Russell. L'oficina de l'advocacia dels Estats Units va argumentar en la seva acusació de la llei de testaferros que NXIVM i les seves filials existien per promoure, millorar i protegir Raniere i els membres de l'empresa. L'acusació al·lega que Raniere i els seus co-acusats formaven una empresa organitzada d'extorsió mitjançant el reclutament d'altres a NXIVM i DOS per obtenir beneficis financers i personals, i van cometre delictes que van des del tràfic sexual fins al treball forçat i el frau de visats i correus electrònics. Tots els acusats, excepte Raniere, es van declarar culpables.
Raniere va optar per anar a judici el 2019. Els fiscals van revelar un patró de dècades de preparació, abús sexual de nenes i dones, càstigs físics i psicològics contra els dissidents, i coercions i extorsions contra els «enemics». Raniere va ser condemnat pel principal càrrec de coerció i extorsió sexual, així com per diversos altres càrrecs. El jutge Nicholas Garaufis va condemnar Raniere a 120 anys de presó. Les col·laboradores Clare Bronfman, Nancy Salzman i Allison Mack van rebre condemnes de presó menors. Lauren Salzman i Kathy Russell van rebre condemnes sense presó.
Després de la condemna de Raniere, segueix dirigint un petit conjunt de membres lleials des de la seva cel·la de presó, fomentant el reclutament continu. Sota la seva direcció, membres del grup van ballar fora de la presó de Raniere i van organitzar protestes contra fiscals individuals. A partir de les declaracions de suport, es va estimar que entre 50 i 60 persones segueixen sent lleials a Raniere.

## Història
Abans de fundar NXIVM, Raniere va crear Consumers Buyline, una empresa comercial que el fiscal general de Nova York va acusar d'haver estat un esquema piramidal; Raniere va signar una ordre de consentiment l'any 1996 en què va negar qualsevol delicte, però va acceptar pagar una multa de 40.000 dòlars i que se li prohibia permanentment «promocionar, oferir o concedir participació en un esquema de distribució en cadena».

### Èxit fundacional i inicial

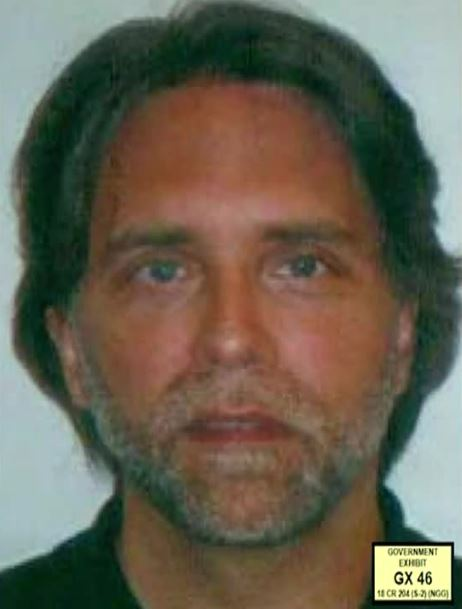
Keith Raniere, fundador de NXIVM

L'any 1998, Raniere i Nancy Salzman van fundar NXIVM, una empresa de desenvolupament personal que ofereix «Programes d'èxit executiu» (Executive Success Programs, ESP) i una sèrie de tècniques per a la millora personal. Raniere va afirmar que el seu «èmfasi principal és que la gent experimenti més alegria a les seves vides». En un relat citat per l'antiga membre de NXIVM Sarah Edmondson, Raniere va triar el nom basat en l'antic sistema romà de servitud per deutes conegut com a nexum. El registre de 2002 a l'Oficina de Patents i Marques dels Estats Units per a la marca comercial NXIVM estableix que «La redacció estrangera de la marca es tradueix a l'anglès com 'el proper mil·lenni'».
Durant els seminaris de la NXIVM, els estudiants anomenarien Raniere i Salzman «Vanguard» i «Prefect», respectivament. The Hollywood Reporter va escriure que Raniere va adoptar el títol del videojoc Vanguard de 1981, «en què la destrucció dels enemics augmentava el poder propi». Dins de l'organització, el raonament dels títols era que Raniere era el líder d'un moviment filosòfic i Salzman va ser el seu primer estudiant.
L'any 2003, 3.700 persones havien participat a les classes d'ESP. Entre els participants informats incloïen l'empresària Sheila Johnson, l'excirurgiana general Antonia Novello, l'executiu d'Enron Stephen Cooper, Ana Cristina Fox (filla de l'expresident mexicà Vicente Fox), l'empresari Richard Branson (que va negar haver fet les classes), l'empresari Edgar Bronfman Sr., i les actrius Linda Evans, Grace Park i Nicki Clyne. A principis de la dècada del 2000, les hereves de Seagram Clare i Sara Bronfman, filles d'Edgar Bronfman Sr., es van unir a l'organització.

#### Denúncies de culte a principis de la dècada del 2000
NXIVM va afirmar que la seva formació era un secret comercial, subjecte a acords de confidencialitat, però s'informa que va utilitzar una tècnica que l'organització va anomenar «investigació racional» per facilitar el desenvolupament personal i professional. El 2003, NXIVM va demandar l'Institut Ross en el cas conegut com NXIVM Corp v. Ross Institute, al·legant una infracció dels drets d'autor per publicar fragments de contingut del seu manual en tres articles crítics encarregats per l'investigador de culte Rick Alan Ross i publicats al seu lloc web. Ross va publicar l'avaluació d'un psiquiatre del manual «secret» de NXIVM al seu lloc web que va anomenar el règim «rentat de cervell car».
Ross va obtenir el manual de l'antiga membre Stephanie Franco, co-acusada del judici, que havia signat un acord de confidencialitat per no divulgar la informació del manual a altres persones. NXIVM va presentar demandes a Nova York i Nova Jersey, però totes dues van ser rebutjades. En apel·lació, Segon Circuit de Corts d'Apel·lacions dels Estats Unitsel va confirmar el rebutjament, dictaminant que l'anàlisi crítica de l'acusat del material obtingut de mala fe (és a dir, en violació d'un acord de confidencialitat) era un ús legítim, ja que l'ús secundari era transformador ja que crítica i no era un substitut potencial de l'original al mercat.
L'octubre de 2003, Forbes va publicar un article crític sobre NXIVM i Raniere. Segons Vanity Fair, la direcció de NXIVM, que havia parlat amb Forbes, esperava una història positiva. Van estar especialment molestos per les observacions de Bronfman, que va dir a Forbes que creia que NXIVM era un culte i que estava preocupat per la «inversió emocional i financera» de les seves filles. El 2006, Forbes va publicar un article sobre les germanes Bronfman, afirmant que havien contractat una línia de crèdit de préstec per a pagar 2 milions de dòlars a NXIVM, reemborsables mitjançant sessions d'entrenament personal i consultes telefòniques amb Salzman. Un altre article de Forbes el 2010 va parlar dels fracassos de les mercaderies i les ofertes immobiliàries dels Bronfman fetes per consell de Raniere.

#### Reclutament a Vancouver
Després que l'actriu Kristin Kreuk es va involucrar amb NXIVM el 2006, Salzman i la seva filla Lauren, una líder júnior de NXIVM, van anar a Vancouver per reclutar la coprotagonista de Kreuk de Smallville, Allison Mack. Lauren es va vincular amb Mack (les dues dones finalment es van convertir en el cercle íntim de Raniere i les seves parelles sexuals). Però Kreuk va deixar NXIVM el 2013. Mack es va convertir en «una proselitista entusiasta» per a NXIVM, persuadir els seus pares perquè fessin cursos, i després d'acabar la producció de Smallville el 2011, es va traslladar a Clifton Park (Nova York), per estar a prop de la base de NXIVM a Albany.

#### 2008–2010
El 2008, presumptament, les germanes Bronfman van pressionar Stephen Herbits, un confident del seu pare, perquè demanés al fiscal del districte del comtat d'Albany, David Soares, al governador de Nova York, Eliot Spitzer, i a la fiscal general de Nova Jersey, Anne Milgram, que comencessin investigacions penals sobre els crítics de NXIVM. Segons informa, NXIVM guardava dossiers sobre Soares, Spitzer, els consultors polítics Roger Stone i Steve Pigeon, el senador estatunidenc Chuck Schumer i l'editor del Times Union d'Albany George Randolph Hearst III en una caixa al soterrani de la casa de Nancy Salzman. Segons el Times Union, NXIVM «va desenvolupar una reputació per perseguir de manera agressiva els crítics i els desertors que van sortir de les seves files, inclòs l'ús de litigis per castigar els crítics de Raniere, l'organització o els seus mètodes d'entrenament».
El World Ethical Foundations Consortium, una organització cofundada per Raniere i les germanes Bronfman, va patrocinar una visita a Albany del Dalai-lama el 2009. La visita va ser cancel·lada inicialment pel Dalai-lama a causa de la premsa negativa sobre NXIVM, però va ser reprogramada; el Dalai-ama va parlar al Palace Theatre d'Albany el maig del 2009. El 2017, el Lama Tenzin Dhonden, l'autoanomenat «Emissari personal per a la pau del Dalai-lama» que havia organitzat la compareixença, va ser suspès del seu càrrec enmig de càrrecs de corrupció; la investigació també va revelar una relació personal entre Dhonden i Sara Bronfman, que va començar el 2009.
NXIVM ha estat descrit com un esquema piramidal, una operació de tràfic sexual, un culte, i un culte sexual. En un article del Times Union del 2010, els antics entrenadors personals de NXIVM van caracteritzar els estudiants com a «presa» de les inclinacions sexuals o relacionades amb els jocs d'atzar de Raniere. Kristin Keeffe, parella de llarga durada de Raniere i mare del seu fill, va abandonar el grup el 2014 i va qualificar Raniere de «perillòs», dient: «Totes les pitjors coses que saps sobre NXIVM són certes».

#### The Knife of Aristotle
El 2014, Raniere va fundar l'organització de notícies afiliada a NXIVM The Knife of Aristotle (La navalla d'Aristòtil), més tard coneguda com The Knife i The Knife Media. The Knife of Aristotle es va descriure posteriorment com un lloc web de notícies falses i un culte. L'organització també va contractar periodistes per intentar obtenir el suport dels mitjans i sol·licitar nous membres a NXIVM, així com per formar membres del personal.

### Divulgació de«DOS»i la caiguda de NXIVM
A partir dels informes de Frank Parlato el juny de 2017 i reforçats per un article d'octubre de 2017 a The New York Times, van començar a sorgir detalls sobre «DOS», una societat secreta de dones que va començar el 2015 dins de NXIVM en la qual només havia dones (suposadament anomenades «esclaves», marcades amb les inicials de Raniere i Mack), sotmeses a càstigs corporals per part de les «mestresses», i obligades a proporcionar fotografies nues o altra informació potencialment perjudicial sobre elles mateixes com a «garantia».

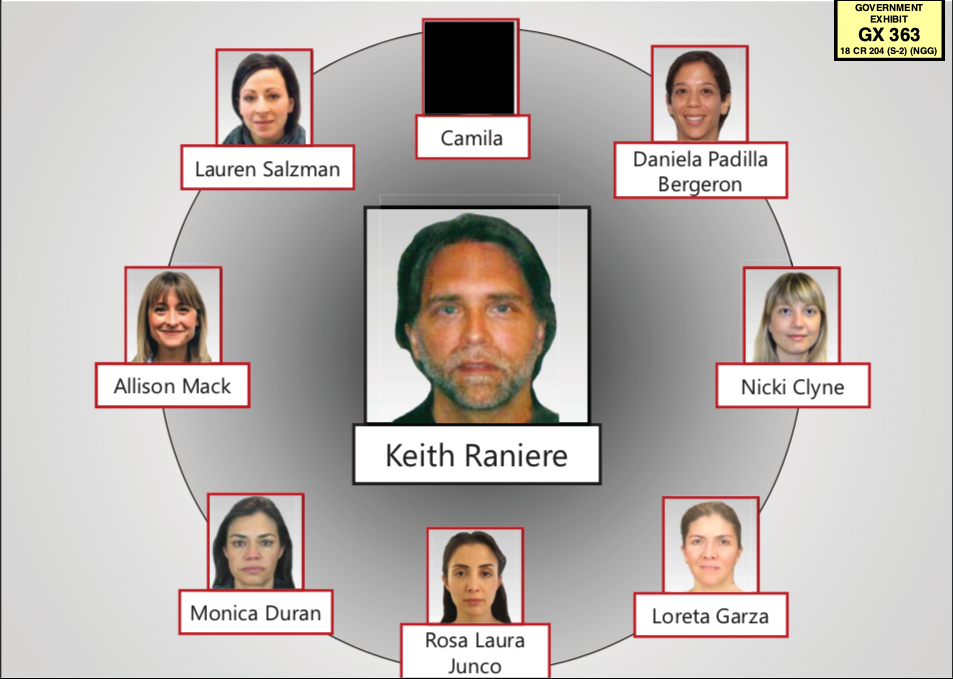
Exposició de l'acusació que representa a les mestresses del cercle íntim de Raniere
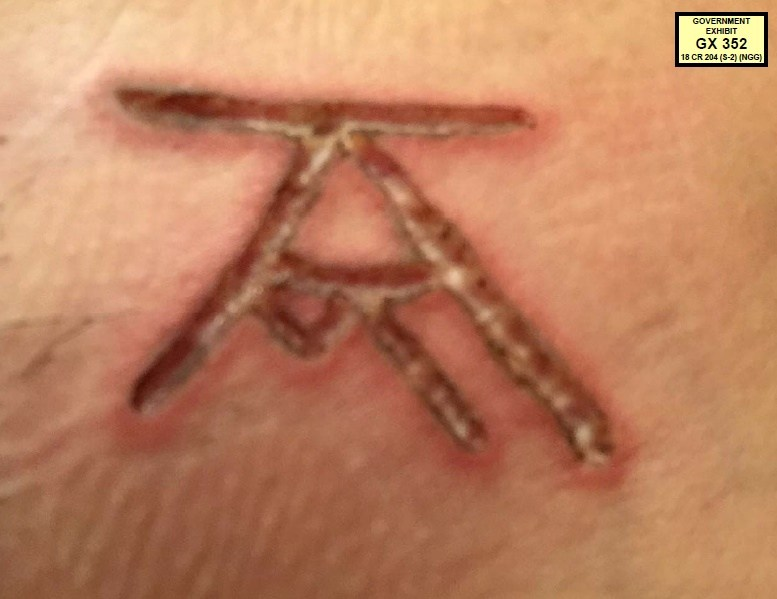
Exposició de l'acusació: una fotografia de la marca d'una membre de DOS, que consistia en les inicials de Raniere (K.A.R.).

Els representants de les forces de l'ordre han al·legat que les membres de DOS van ser obligades a ser esclaves sexuals.

#### Revelacions dels denunciants
Sarah Edmondson, una actriu canadenca que havia estat participant de l'ESP des del 2005, va dir que va deixar NXIVM després que Allison Mack la va incorporar a DOS a casa seva d'Albany. Edmondson va al·legar que les participants estaven nues amb els ulls embenats, subjectades per Mack i tres dones més i marcades amb un cauteritzador per la doctora Danielle Roberts, afiliada a NXIVM. En aparèixer en un programa de televisió d'A&E sobre cultes, Edmondson va proporcionar un context addicional per a l'ús del concepte «col·lateral», dient que s'utilitzava en formes innòcues des de les etapes més primerenques i més externes de NXIVM per tal d'aclimatar les víctimes, per exemple, col·lateralitzar petites quantitats de diners que es podria perdre si un dia no va al gimnàs. Més tard, el New York Times va informar que centenars de membres van abandonar NXIVM després que Edmondson va fer pública la seva experiència.
El 15 de desembre de 2017, la revista d'ABC 20/20 va emetre una exposició que inclou entrevistes amb molts antics adherents de NXIVM, inclosos Edmondson i Catherine Oxenberg, que van al·legar que la seva filla, India Oxenberg, estava en perill del grup. Diversos antics membres van informar de depredació financera i sexual per part dels líders de NXIVM. Edmondson va aparèixer a «Escaping NXIVM», durant la primera temporada del podcast de la CBC Uncover.
Set ciutadans mexicans destacats socialment, entre ells Emiliano Salinas (fill de l'expresident Carlos Salinas de Gortari) i Ana Cristina Fox (filla de l'expresident Vicente Fox), Rosa Laura Junco, Loreta Garza Dávila (líder empresarial de Nuevo León), Daniela Padilla, Camila i Mónica Durán, han estat acusades d'implicació.

#### Arrest i acusació de Raniere
El març de 2018, Raniere va ser arrestat i acusat de càrrecs relacionats amb DOS, com ara tràfic sexual, conspiració de tràfic sexual i conspiració per cometre treballs forçats. Va ser arrestat a Mèxic i custodiat fins Nova York després de comparèixer a la cort federal de Fort Worth, Texas. L'acusació al·legava que almenys una dona va ser coaccionada a tenir relacions sexuals amb Raniere, que va obligar les membres del DOS a sotmetre's a un suposat ritual de marcatge per Edmondson i altres. L'advocat dels Estats Units, Richard Donoghue, va declarar que Raniere «va crear una societat secreta de dones amb qui va tenir relacions sexuals i les va marcar amb les seves inicials, coaccionant-les amb l'amenaça de publicar la seva informació molt personal i prendre els seus actius».

#### Arrest i acusació de les seves col·laboradores
El 20 d'abril de 2018, Allison Mack va ser arrestada i acusada de càrrecs similars als de Raniere. Segons els fiscals, després que va reclutar dones primer a NXIVM i després a DOS, Mack va ser suposadament pagada per Raniere per coaccionar-les a participar en activitats sexuals amb Raniere. A més, es va suposar que Mack era la segona al comandament de DOS després de Raniere. El 24 d'abril, Mack va ser alliberada amb una fiança de 5 milions de dòlars a l'espera del judici i sota arrest domiciliari amb els seus pares a Califòrnia. El 4 de maig, Raniere es va declarar no culpable.
La casa de Salzman va ser assaltada poc després de l'arrest de Raniere, i els fiscals van declarar durant la seva compareixença que s'havien d'esperar més detencions i una substitució de l'acusació per a Raniere i Mack. A finals de maig, les autoritats es van traslladar per confiscar dues propietats de NXIVM prop d'Albany.
L'abril de 2018, el New York Post va informar que NXIVM s'havia traslladat a Brooklyn (Nova York), i estava dirigit per Clare Bronfman. El 12 de juny de 2018, el Times Union va informar que NXIVM havia suspès les seves operacions a causa de «circumstàncies extraordinàries a les quals s'enfrontava l'empresa». Bronfman va ser arrestatda el 24 de juliol i acusada de pertinença a una organització criminal. Va ser posada en llibertat sota arrest domiciliari després de signar una fiança de 100 milions de dòlars. També van ser arrestades i acusades del mateix delicte Nancy Salzman (la presidenta de NXIVM), la seva filla Lauren Salzman, i una altra empleada de NXIVM, Kathy Russell.

#### Declaracions de culpabilitat, corporacions i condemna
El 13 de març de 2019, Nancy Salzman es va declarar culpable d'un càrrec de conspiració criminal per extorsió. Ella va acceptar, com a propietària nominal, no impugnar la confiscació dels actius relacionats amb NXIVM, inclosos béns immobles, així com les corporacions que posseïen Keith Raniere i la cartera de patents i marques registrades de NXIVM.
El mateix dia de l'al·legació de Nancy Salzman, el tribunal va revelar una segona (i última) acusació substitutiva contra Raniere i els seus coacusats, afegint l'acusació que Raniere va produir i conservar material d'abús sexual infantil d'una noia que tenia 15 anys en aquell moment.
Més tard, el març de 2019, Lauren Salzman es va declarar culpable de pertinença a una organització criminal i extorsió; més tard va testificar contra Raniere i va rebre clemència.
Els documents de sentència d'Allison Mack afirmen que va entrar a les sessions de proposició el 2 d'abril de 2019. El govern li va acreditar per haver proporcionat correus electrònics, documents i enregistraments rellevants utilitzats posteriorment per condemnar Raniere. El 8 d'abril de 2019, Mack es va declarar culpable de pertinença a una organització criminal i extorsió. Tot i que no va ser cridada a declarar contra Keith Raniere, els fiscals van dir que Mack «estava disponible per declarar en el judici de Raniere si for requerida».
El 19 d'abril de 2019, Bronfman es va declarar culpable dels càrrecs de tràfic il·legal d'inmigrants i frau d'identitat; La comptable Kathy Russell es va declarar culpable de frau de visats.
El judici federal de Keith Raniere va començar el 7 de maig de 2019. El 19 de juny de 2019, el jurat el va condemnar per tots els càrrecs.

### NXIVM després de la condemna de Raniere
Els actius de NXIVM estaven en poder de Nancy Salzman, incloses diverses entitats corporatives i títols de propietat intel·lectual. Com a part del seu acord amb el govern, Salzman no va impugnar la confiscació d'actius.
Arran de la condemna de Keith Raniere, els membres de la desapareguda organització es van dividir, i molts es van pronunciar contra Raniere i l'organització. Un petit nombre de membres de NXIVM continuen donant suport a Raniere i protestant per la seva innocència. Els advocats de Raniere van enviar cartes de 56 partidaris demanant clemència per a Raniere.

#### Demanda civil contra la direcció de NXIVM
El gener de 2020, Sarah Edmondson es va convertir en demandant principal en una demanda civil de la Llei de testaferros presentada al Tribunal de Districte dels Estats Units per al Districte Est de Nova York acusant Raniere i 14 associats (incloent Nancy Salzman, Clare Bronfman, Sara Bronfman, Lauren Salzman, Allison Mack, Kathy Russell, Karen Unterreiner, Brandon Porter, Danielle Roberts i Nicki Clyne) de realitzar experiments psicològics il·legals amb membres de l'empresa i abusant d'ells físicament, emocionalment i econòmicament.

#### Raniere i activitats lleialistes
L'estiu del 2020, amb la pandèmia de COVID-19 que va impedir les visites presencials al Centre de Detenció Metropolitana de Brooklyn, els seguidors restants de Raniere, inclosa l'actriu Nicki Clyne, van començar a reunir-se per ballar a prop de la presó. Tot i que inicialment van afirmar que entretenien a tots els detinguts, se'ls va veure amb un cartell dirigit a «Kay Rose», un nom que comparteix les inicials de Raniere. El grup va començar a dir-se «The Forgotten Ones» (Els Oblidats) i «We Are As You» (Som com tu). L'antic membre de NXIVM convertit en testimoni de l'acusació Mark Vicente va descartar el grup com un «moviment de cobertura» per donar suport a Raniere.
Mentre estava empresonat, Raniere ha mantingut el seu paper de lideratge sobre NXIVM, comunicant-se regularment amb els seus seguidors per telèfon i per correu electrònic de TRULINCS. Un memoràndum d'anàlisi d'intel·ligència del 16 de juliol de 2020 de la Unitat de lluita contra el terrorisme de l'Oficina Federal de Presons afirma que Raniere va donar instruccions al seu seguidor Suneel Chakravorty perquè més dones ballessin «eròticament» fora del Centre de Detenció Metropolitana. En resposta, les autoritats del Centre de Detenció Metropolitana van traslladar Raniere a una altra unitat per mantenir les ballarines fora de la seva línia de visió. Un Raniere frustrat va ordenar als seus seguidors que l'ajudessin a traslladar-lo de nou, congratulant-se amb el personal de la presó, inclòs oferint cafè i dònuts quan abandonaven els seus torns.
Abans de la seva condemna, els fiscals van presentar una sèrie de comunicacions i qüestions disciplinàries de Raniere a la presó com a prova que continua controlant els seus seguidors. Les comunicacions incloïen que Raniere va instruir als seus seguidors que Alan Dershowitz, l'advocat que va negociar amb èxit un acord de no processament del difunt Jeffrey Epstein, parlés en nom seu; Dershowitz no va fer cap comentari sobre l'assumpte. Els fiscals també van presentar documentació que Raniere i el seu seguidor Chakravorty van utilitzar un nom fals i un «telèfon calent» per evadir la detecció, amb Raniere que va ordenar a Chakravorty que «inspeccionés» el jutge Nicholas Garaufis, explicant que «el jutge ha de saber que està sent vigilat».

#### Sentències i apel·lacions per a Bronfman i Raniere
El 30 de setembre de 2020, el jutge Nicholas G. Garaufis del Tribunal de Districte dels Estats Units per al Districte Est de Nova York va condemnar Clare Bronfman a sis anys i nou mesos de presó federal. La sentència era més severa que les recomanades per les directrius, amb Garaufis afirmant que, «Raniere i els seus seguidors sembla que entenen la lleialtat continuada de la senyora Bronfman, fins i tot després del seu judici i condemna, durant el qual es van donar a conèixer tots els detalls del seu abús i explotació sexual al món». Ronald S. Sullivan Jr., advocat de Bronfman, va qualificar la sentència «an abomination». Sullivan va presentar una apel·lació el 7 d'octubre de 2020. Bronfman només va poder apel·lar la sentència, ja que va perdre el dret d'apel·lar la seva condemna com a part de la seva petició. Bronfman va complir inicialment la seva condemna al Centre de Detenció Federal, Filadèlfia. Actualment està empresonada a la Institució Correccional Federal de Danbury.
El 27 d'octubre de 2020, el jutge federal Nicholas Garaufis va condemnar Raniere a una pena de presó de 120 anys de presó i el va multar amb 1,75 milions de dòlars. Els advocats de Keith Raniere van notificar l'apel·lació tant de la seva condemna com de la sentència el 4 de novembre de 2020. El gener de 2021, Raniere va ser traslladat del Metropolitan Detention Center de Brooklyn per començar a complir la seva condemna de 120 anys. El Federal Bureau of Prisons primer el va traslladar temporalment a la Penitenciaria dels Estats Units (Lewisburg, Pennsilvània), un centre penitenciari de seguretat mitjana, seguit d'un trasllat a la seva presó permanent a la Penitenciaria dels Estats Units (Tucson). La instal·lació de Tucson (Arizona) es considera l'única instal·lació del sistema penitenciari federal que està especialment designada per a delinqüents sexuals i també al nivell de màxima seguretat. En una audiència sobre reclamacions de restitució contra Raniere, l'advocat de defensa penal Marc Fernich va representar a Keith Raniere i va declarar que Bronfman havia pagat la seva multa.
Els arguments orals sobre les apel·lacions de Raniere i Bronfman es van escoltar davant el Tribunal d'Apel·lacions dels Estats Units per al Segon Circuit el 3 de maig de 2022. El 9 de desembre de 2022, el tribunal d'apel·lació federal va confirmar les condemnes i sentències de Keith Raniere i Clare Bronfman.

#### Cas de difamació Marc Elliot contra Lions Gate Entertainment
L'any 2021, Marc Elliot, partidari de Raniere, va presentar una demanda contra Lions Gate Entertainment al Tribunal de Districte dels Estats Units per al Districte Central de Califòrnia, al·legant que va ser injuriat i difamat pel documental de la cadena Starz Seduced: Inside the NXIVM Cult. Joseph Tully, l'advocat que va representar Elliot, també va representar a Raniere en les seves apel·lacions. El tribunal va desestimar la demanda i va ordenar a Elliot que pagués els honoraris i costos dels advocats de Lions Gate Entertainment, i va trobar que el documental «implicava que el demandant era un membre devot d'una organització el líder de la qual ha estat implicat en una sèrie de delictes sexuals greus, però aquesta afirmació (per poc afavoridora que sigui) és substancialment certa».

#### Cas de la presó Raniere contra Garland
El maig de 2022, Keith Raniere va demandar el Departament de Justícia i l'Oficina de Presons dels Estats Units, al·legant una violació dels seus drets civils. Raniere va sol·licitar un mandat que permetés visites i trucades telefòniques del seguidor Suneel Chakravorty, que segons ell és un assistent legal que treballa en les seves apel·lacions. L'Oficina de Presons (Departament de Justícia) i les autoritats de la USP de Tucson van argumentar que s'hauria de denegar l'exigència perquè Chakravorty no era un assitent legal sinó simplement «un antic entrenador personal d'ESP i NXIVM amb qui [Raniere] està prohibit d'associar-se».
El jutge Raner Collins va acceptar la moció del Departament de Justícia per desestimar la demanda per motius que Raniere no va esgotar els recursos administratius (d'acord amb la Llei de reforma de litigis a la presó) i el servei insuficient del seu advocat.

## Culte a la personalitat de Keith Raniere
NXIVM ha estat descrit com un culte i Raniere un líder de culte per activistes antisecta com Rick Alan Ross i Steven Hassan, així com el multimilionari empresari Edgar Bronfman Sr. Stephen A. Kent, un sociòleg que estudia nous moviments religiosos, en un article que compara NXIVM amb Cienciologia, va assenyalar que NXIVM funcionava principalment com a negoci i mai no es va incorporar com a organització religiosa.

### Afirmacions hagiogràfiques
Al llarg de les dècades, NXIVM va destacar l'especialitat de Raniere a través de l'hagiografia. Una queixa d'una demanda del 2020 d'antics membres de NXIVM va recapitular diverses afirmacions fantàstiques fetes en materials de màrqueting sobre Raniere. Aquestes afirmacions incloïen que Raniere parlava amb frases completes quan era un nen d'un any, dominava les matemàtiques a nivell universitari a l'escola primària, i era un atleta d'elit que va guanyar tornejos de judo i atletisme.
Raniere va citar sovint tenir tres títols de l'Institut Politècnic Rensselaer. No obstant això, es va graduar amb una mitjana de qualificacions de 2,26, havent suspès o amb prou feines aprovat moltes de les classes de matemàtiques i ciències de nivell superior de les quals es va presumir.
Cada agost, els membres de la NXIVM es reunien a Silver Bay (Nova York), per celebrar l'aniversari de Raniere, conegut com a «Vanguard Week», que va començar com un sol dia i finalment es va ampliar a 11 dies. L'esdeveniment va incloure «cerimònies d'homenatge» a Raniere per part dels membres de NXIVM.
Segons antics membres d'alt rang de NXIVM, la paraula de Raniere era definitiva dins de NXIVM, i no va passar res d'importància dins de NXIVM sense l'aprovació de Raniere. S'ensenyava als estudiants de NXIVM que Raniere era l'home més intel·ligent i ètic del món.

### Afirmacions de l'intel·lecte superior i els poders sexuals de Raniere
Molt abans de cofundar NXIVM, Keith Raniere va fer afirmacions fantàstiques sobre la seva intel·ligència. El juny de 1988, el Times Union va fer un perfil de Raniere, informant de la seva pertinença a la Mega Society després d'aconseguir una puntuació alta en la prova MEGA del fundador Ronald K. Hoeflin, una prova no supervisada de 48 preguntes publicada al número d'abril de 1985 de la revista Omni. Tot i que la prova MEGA ha estat àmpliament criticada per no haver estat validada adequadament, l'edició de 1989 del Guinness Book of World Records (l'última que inclou una categoria per al coeficient intel·lectual més alt) va descriure el Grup de Recerca Hoeflin com «la societat de coeficient intel·lectual ultraalt més exclusiva», i l'edició australiana de 1989 va identificar a Raniere, Marilyn vos Savant i Eric Hart com els membres amb més puntuació del grup.
L'exposició de Forbes del 2003 sobre NXIVM i Raniere va demostrar que Raniere continuava afirmant que era l'home més intel·ligent del món, a més de ser «el més ètic». En el moment d'un article del Times Union del 2012, aquestes afirmacions s'havien estès fins a Raniere convèncer alguns a NXIVM que «la seva energia intel·lectual activa detectors de radar».
En el judici de Raniere, el testimoni va revelar que Raniere havia convençut a diverses noies i dones que el sexe amb ell podia curar les seves suposades «desintegracions», i que el seu semen tenia qualitats sobrenaturals. Raniere va dir a una parella sexual que busqués una verge perquè necessitava un «got pur» per raons «relacionades amb l'energia i l'ADN».

## Les creences i pràctiques de NXIVM
En una declaració de principis de 2003 al lloc web de NXIVM:
| « | NXIVM incorpora un conjunt de principis coherents i universals en els quals tots els humans poden participar. Aquests principis, a part de qualsevol noció mística o religiosa, permeten que la vida persisteixi i mantingui una diversitat de creences. En crear una nova comprensió, podem actualitzar el nostre potencial per viure i treballar junts i, en conseqüència, portar l'existència humana a un nivell completament nou. No obstant això, això no es pot fer sense abans crear consciència humana, fomentar un humanitarisme ètic i celebrar el que realment significa ser humà, i aquesta és la nostra missió. | » |

En una transcripció i àudio del testimoni de Clare Bronfman en un procediment concursal, Bronfman va descriure l'organització com a part del Moviment del potencial humà.

### Ensenyaments

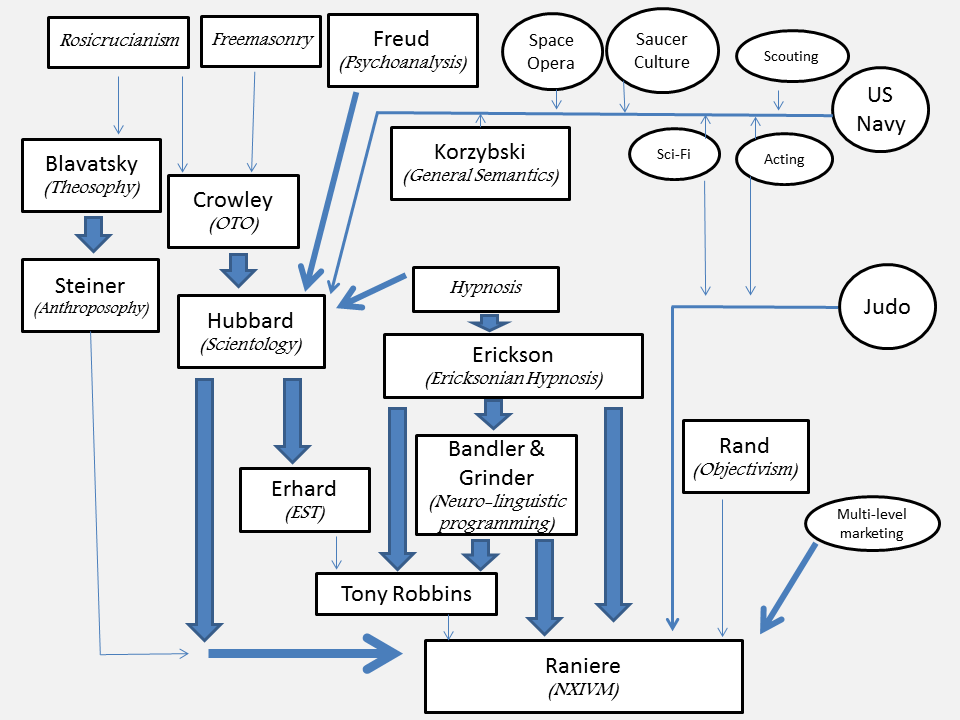
Els ensenyaments de NXIVM es van inspirar en diverses influències, com Ayn Rand («paràsits»), L. Ron Hubbard («supressors»), la hipnosi de Milton Erickson, la ciència-ficció d'Isaac Asimov, Rudolf Steiner i Tony Robbins, i la programació neurolingüística. NXIVM va incorporar elements de màrqueting multinivell i pràctiques de judo, amb tela de colors per al rang i la reverència.

El programa més antic de NXIVM, «Programes d'èxit executiu» (Executive Success Programs, ESP), va fer que els estudiants recitessin una «Declaració de la missió de dotze punts», comprometent-se a «purgar-se de tots els hàbits basats en paràsits i enveja», a inscriure altres i a «controlar èticament el màxim dels diners, la riquesa i els recursos del món com sigui possible dins del meu pla d'èxit». La «Declaració de la missió de dotze punts» també va etiquetar els estudiants que compartien materials dels programes d'èxit executiu com «incompliment d'una promesa i ruptura del meu contracte» i comprometent «l'honestedat i la integritat interiors».
La doctrina de l'organització NXIVM, «Mètode d'investigació racional», va ser tractada com la invenció científica de Raniere i presentada a múltiples oficines de patents.
NXIVM va ensenyar que algunes persones, anomenats «supressors», intenten impedir el progrés dins de NXIVM. Es deia que les persones que es van tornar irrevocablement contra Raniere van patir «La caiguda» i van ser titllades, en paraules d'un antic membre, de «Lluciferians, persones perdudes per a les quals el mal els fa sentir bé i el bé els fa sentir malament». Alguns membres del cercle íntim de NXIVM se'ls va ensenyar que, en vides passades, eren nazis d'alt rang.

### Classes i programes
NXIVM va dur a terme «Intensives», classes realitzades durant 12 hores diàries durant 16 dies. Un preu citat era de 7.500 dòlars. Les classes es van dividir en mòduls. En un mòdul, «Relationship Sourcing» (Obtenint relacions), els estudiants van rebre instruccions per explorar els beneficis que rebrien en cas de mort sobtada d'una parella. Un altre mòdul, «Dracula and his ghouls» (Dràcula i els seus guls), va parlar dels psicòpates i els seus seguidors. Altres títols dels mòduls inclouen «Best People; Perfect World» (Millors persones; Món perfecte) i «The Heroic Struggle» (La lluita heroica).
NXIVM s'ha associat amb diverses organitzacions relacionades. Jness era una societat dirigida a les dones, mentre que la Society of Protectors (Societat de Protectors) estava dirigida principalment als homes. Un tercer grup era conegut amb l'acrònim DOS, abreviatura de «Dominus Obsequious Sororium», que, segons un membre, significa «amo de les dones esclaves». El 2006, Raniere va fundar Rainbow Cultural Garden (Jardí Cultural de l'Arc de Sant Martí), una cadena internacional d'organitzacions d'atenció a la infància en la qual els nens havien d'estar exposats a set idiomes diferents.

### Rituals i pràctiques
Les classes de NXIVM tenien una sèrie de pràctiques idiosincràtiques, descrites a la patent de Rational Inquiry com a «regles i rituals» i fonts de tercers com:
- Regles i rituals: Rational Inquiry prescriu als estudiants que facin una sèrie de gestos, com ara una encaixada de mans, una reverència i una palmada. Les salutacions incloïen tant una encaixada de mans comú com una encaixada de mans «ESP» o «NXIVM».[169] En el segon episodi de The Vow, Raniere suggereix que aquests elements són intencionadament estranys, dient als seus estudiants: «Posem regles i rituals per davant per ser el guardià de la porta. Volem que hi hagi gent que digui 'No vull res a veure amb això'».
- Trajecte de ratlles: es van implementar faxes o bufandes en un sistema de classificació similar als cinturons de colors de les arts marcials.[170] Les fatxes o bufandes venien en diferents colors i patrons que simbolitzaven la contribució a la missió ESP.[170]
- Homenatge: la patent de Rational Inquiry indica que «les imatges dels fundadors es poden mostrar per mostrar respecte i homenatge». Les classes acabaven amb els estudiants que expressaven agraïment a Keith Raniere (com a «Vanguard») i Nancy Salzman (com a «Prefect»).[170]
- Exploració del significat (Exploration of Meaning, EM): Descrita com a «teràpia de significat», l'«exploració del significat» implicava un membre sènior que qüestionava els participants mentre aprofundien en els seus records de la infància.[166]

### Afirmacions del tractament de la síndrome de Tourette
Una pel·lícula documental del 2018 dirigida per Alessandro Molatore mostra un suposat estudi de l'ús de la tècnica d'exploració del significat de NXIVM per tractar la síndrome de Tourette. La pel·lícula és produïda per Clare Bronfman. La pel·lícula identifica l'«investigador principal» de l'estudi de la síndrome de Tourette del Dr. Brandon Porter, en aquell moment metge de l'Hospital St. Peter d'Albany.
En la sentència de Clare Bronfman, els fiscals de la fiscalia dels Estats Units per al districte oriental de Nova York van escriure, «els participants en aquest 'estudi' han expressat una angoixa significativa per la seva participació» i van oferir una declaració d'un participant de l'estudi de Tourette que va dir que l'estudi «no va fer res per mi, excepte arruïnar la meva autoestima, arruïnar la meva salut mental i em va fer odiar-me. No va curar la meva Tourette de cap manera».
Un periodista va assenyalar que el suposat tractament per a la síndrome de Tourette no s'havia provat en un entorn científic revisat per experts. Un altre periodista es va posar en contacte amb Marc Elliot, membre de NXIVM, que promou tant el suposat tractament com la pel·lícula, i no va rebre cap resposta. El doctor Alan Jern, professor associat de psicologia del Rose-Hulman Institute of Technology, va escriure a Psychology Today que «malgrat l'obsessió de NXIVM per ser pres seriosament per persones influents i institucions principals, la seva inclinació pel secret i la seva negativa a seguir les normes de la ciència significa que la seva investigació científicament no té valor».

### Experimentació amb subjectes humans
Un altre suposat estudi que Porter va dur a terme a la comunitat NXIVM es va descriure com fer mirar a gent imatges inquietants, inclòs vídeos de persones assassinades, mentre les seves ones cerebrals, l'activitat fisiològica i les respostes facials i auditives es van registrar mitjançant electroencefalografia, resposta galvànica de la pell i gravació de vídeo.
El suposat estudi és similar a una patent presentada per Raniere, «Determinació de si un lluciferià pot ser rehabilitat»:
| « | Un exemple d'una prova per determinar si una persona és un lluciferià consta d'un videoclip d'un patinador sobre gel actuant en una competició. Tot va perfectament fins que, al final, es comet un error durant un salt i el patinador cau al gel; tota esperança de guanyar l'esdeveniment ha desaparegut. Un lluciferià experimentarà plaer i satisfacció amb això. En conseqüència, els processos neurofisiològics del lluciferià registraran plaer per la desgràcia del patinador que es podrà identificar i quantificar mitjançant la instrumentació mèdica. D'altra banda, un no-lluciferià se sentirà simpàtic i empatitzarà amb el desafortunat patinador. A diferència del lluciferià, els processos neurofisiològics d'un no-lluciferià no es registraran com a plaer per a aquest estímul. | » |

Diversos subjectes es van queixar a la Junta de l'Estat de Nova York de l'Oficina de Conducta Mèdica Professional dels experiments. Porter es va enfrontar a 24 càrrecs de conducta professional, inclosa «incapacitat moral per exercir la medicina». L'agost de 2019, el Departament de Salut de l'Estat de Nova York va suspendre la llicència de Porter per exercir la medicina a l'estat, trobant que va realitzar estudis sense un comitè de revisió de la investigació humana adequat.

## Participants destacats de NXIVM

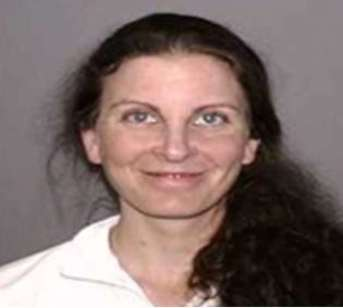
Clare Bronfman

- Edgar Boone, descendent d'una família acomodada, va presentar NXIVM a nombrosos mexicans rics, convertint-se en cap de NXIVM-Mèxic i ocupant el tercer lloc de l'organització NXIVM.[180][181][182]
- Clare Bronfman, filla del multimilionari president de Seagrams, Edgar Bronfman Sr., va ser presentada a NXIVM per la seva germana Sara. Clare Bronfman va ser arrestada per agents federals el 24 de juliol de 2018 a la ciutat de Nova York i acusada de blanqueig de diners i robatori d'identitat en relació amb les activitats de NXIVM. Es va declarar no culpable al Tribunal de Districte dels Estats Units per al Districte Est de Nova York a Brooklyn. Va ser alliberada amb una fiança de 100 milions de dòlars i va ser posada en arrest domiciliari amb turmellera electrònica.[183] El 19 d'abril de 2019, Clare Bronfman es va declarar culpable de conspiració per ocultar i acollir estrangers il·legals per obtenir guanys financers i ús fraudulent de la identificació; s'enfrontava a 21 a 27 mesos de presó i va acceptar pagar 6 milions de dòlars.[173][184][185][186] El 30 de setembre de 2020 va ser condemnada a sis anys i nou mesos de presó per un jutge federal.[29]
- Sara Bronfman, filla d'Edgar Bronfman Sr., va ser presentada a NXIVM per un amic de la família el 2002.[163]
- Pam Cafritz,[6][187] de Washington, D.C., era filla dels socialité Buffy i William Cafritz.[188] Cafritz va ser fundadora de JNESS, un grup de dones afiliat a Raniere. Es va informar que Cafritz era la «núvia més important a llarg termini» de Raniere.[6] El 7 de novembre de 2016 va morir Pam Cafritz. Després de la seva mort, la seva targeta de crèdit es va carregar amb més de 300.000 dòlars.[189]
- Suneel Chakravorty, un desenvolupador de programari, va romandre entre els seguidors de Raniere després de la condemna que ballaven fora de la presó on està tancat Raniere.[127][128][190]

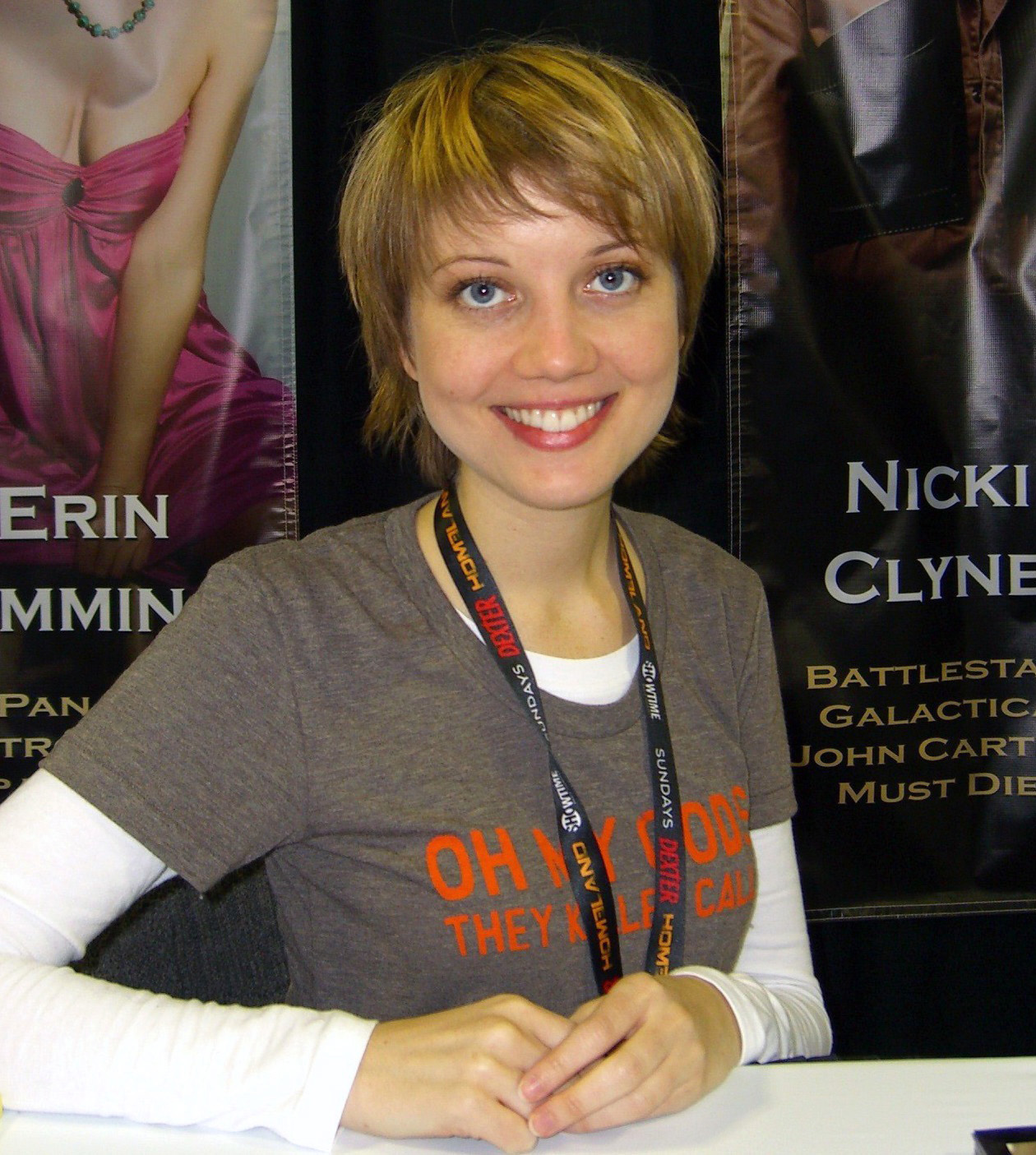
L'actriu canadenca Nicki Clyne segueix fidel a Raniere

- Nicki Clyne és una actriu canadenca coneguda pel seu paper a la sèrie Battlestar Galactica (2004). Segons els informes, el 2006, Clyne es va involucrar amb NXIVM. Es va casar amb la membre sènior Allison Mack el 2017; es va suposar que el matrimoni va ser una farsa per evadir les lleis d'immigració dels Estats Units d'Amèrica. Després de la condemna de Raniere, Clyne i altres van començar a ballar cada nit fora del centre de detenció on estava empresonat Raniere.[191]
- Marc Elliot, un autor, afirma que fer cursos a través de NXIVM i treballar amb Keith Raniere i Nancy Salzman l'han ajudat a superar la seva síndrome de Tourette. Es troba entre els membres de NXIVM que segueixen sent lleials a Raniere.
- Allison Mack és una actriu estatunidenca coneguda pel seu paper a la sèrie Smallville. Mack va ser reclutada al capítol de Vancouver de NXIVM, juntament amb la seva coprotagonista de Smallville Kristin Kreuk. Mack va ser un fundadora de DOS, un grup Amo/Esclau afiliat a Raniere. Mack va ser arrestada el 20 d'abril de 2018 per càrrecs de tràfic sexual, associació il·lícita de tràfic sexual i associació il·lícita de treball forçat. Mack es va declarar culpable dels càrrecs d'associació il·lícita i d'activitats criminals organitzades l'abril de 2019, i havia de ser condemnada el setembre de 2019. No obstant això, el 15 de juliol de 2019, el jutge de districte superior dels Estats Units d'Amèrica, Nicholas Garaufis, va ajornar la sentència fins a nou avís per permetre que els funcionaris federals de llibertat condicional poguessin dur a terme les investigacions.[192] El 30 de juny de 2021, Mack va ser condemnada a tres anys de presó.
- Brandon Porter, metge, va dur a terme investigacions sense llicència sobre subjectes humans en 200 persones per a NXIVM. Durant un «estudi de por», Porter va exposar els subjectes a vídeos inquietants, incloses imatges reals d'una decapitació.[193] El 2016, Porter va estar present en un retir de la NXIVM (V-Week) on entre 300 i 400 persones van ser afectades per una malaltia no identificada; Porter no va informar del brot, en violació de les seves obligacions com a metge amb llicència.[193] Porter va perdre la seva llicència mèdica el 2020.[193][194][195]

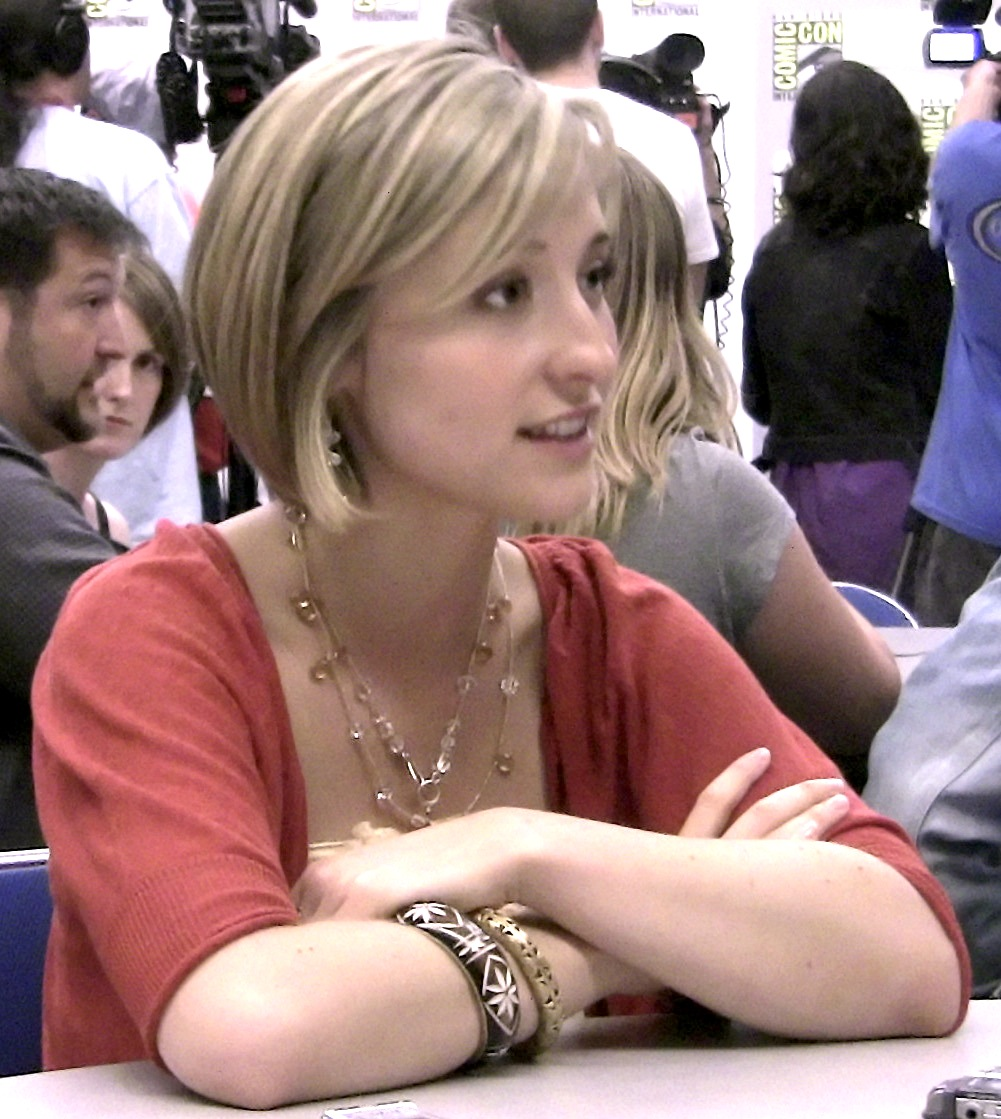
L'actriu estatunidenca Allison Mack es va declarar culpable dels càrrecs de conspiració i extorsió a l'abril del 2019

- Keith Raniere, fundador de NXIVM, va ser arrestat i acusat per diversos càrrecs relacionats amb DOS (una «fraternitat secreta» dins de NXIVM), incloent tràfic sexual, associació il·lícita i associació il·lícita per cometre treballs forçats el març de 2018.[26][87][93][196] Durant el judici va ser declarat culpable de tots els càrrecs.[186] El 27 d'octubre de 2020, Raniere va ser condemnat a 120 anys de presó.[37][197]
- Danielle Roberts, una metgessa osteòpata, va guanyar notorietat per haver utilitzat un cauteritzador per marcar 17 dones en relació amb el grup conegut com DOS.[89][70] El 2020, la Junta de Conducta Mèdica de Nova York va iniciar una investigació sobre Roberts;[173] un any després va presentar càrrecs contra ella amb la possibilitat de la revocació de la seva llicència.[198] Després de la condemna de Raniere, Roberts es trobava entre els ballarins fora de la presó on estava empresonat.[191] La llicència mèdica de Roberts va ser revocada l'octubre de 2021.[199]
- Emiliano Salinas és un inversor de risc i empresari. És fill de l'expresident mexicà Carlos Salinas de Gortari. Salinas va exercir com a vicepresident de Prorsus Capital, un consorci financer amb vincles amb Raniere i NXIVM.[200][201]
- Nancy Salzman, una infermera psiquiàtrica i practicant amb formació en hipnotisme i programació neurolingüística, va conèixer Raniere el 1998. Els dos van fundar Executive Success Programs, una empresa de desenvolupament personal[39] que oferia una sèrie de tècniques destinades a la superació personal.[40][41] El març de 2019, Salzman es va declarar culpable d'associació il·lícita.[202] El setembre de 2021, Salzman va ser condemnada a 42 mesos de presó i una multa de 150.000 dòlars per associació il·lícita extorsionista.[203]
- Karen A. Unterreiner és una membre que es va convertir en la sòcia de Raniere a partir de la dècada del 1980 i una deles primeres empleades de la seva empresa Consumers' Buyline.[39][204]

### Antics membres fonamentals
- Barbara Bouchey era clienta de Nancy Salzman, després d'haver estat referida a ella el 1988. A partir de l'any 2000, Bouchey va sortir amb Raniere. El 2009, Bouchey i vuit dones més (The NXIVM Nine) van enfrontar Raniere amb les preocupacions sobre els abusos dins de l'organització. Aquell any, Bouchey va abandonar el grup i més tard va passar a les forces de l'ordre.[205]
- Sarah Edmondson és una actriu canadenca. Després de deixar NXIVM a principis de 2017 va denunciar públicament l'organització, al·legant que va ser convidada a DOS, una subestructura dins de NXIVM operada per Keith Raniere i Allison Mack, i que va ser marcada amb una combinació de les inicials de Raniere i Mack a casa de Mack a Albany.[86][70][206] Edmondson va mostrar la marca en una exposició del New York Times de NXIVM.[70]
- Kristin Keeffe es va convertir en la parella de Raniere a principis de la dècada del 1990. El 2013, Keeffe va donar a llum el fill de Raniere, Gaelyn.[207] El febrer de 2014, Keeffe va trencar amb Raniere i el seu grup. Fugint de la regió amb el seu fill, un correu electrònic amb el nom de Keeffe explicava: «Tinc la custòdia legal exclusiva de Gaelyn. Keith estava experimentant amb ell. Vaig haver d'allunyar Gaelyn».[77] Keeffe va descriure públicament Raniere com a «perillós».[77] El 2015, Keeffe va al·legar que els líders de NXIVM havien planejat atraure els crítics a Mèxic amb una invitació a una conferència anti-cultes; un cop a Mèxic, els crítics havien de ser detinguts per càrrecs falsos per ordre d'un jutge que havia estat subornat.[208][209][210][211]
- Toni Natalie va conèixer Raniere el 1991 quan presentava el seu negoci Consumer's Buyline.[212] Natalie i el seu marit d'aleshores es van convertir en els més venuts de l'organització.[212] Natalie va recordar que va poder deixar de fumar després d'una sessió de dues hores amb Raniere.[212] Natalie i el seu fill es van traslladar més tard per estar a prop de Raniere; el seu matrimoni va acabar poc després. Natalie i Raniere van sortir junts com a parella durant els vuit anys següents.[212]A mitjans de la dècada del 1990, Raniere i Natalie operaven una botiga d'aliments saludables a Clifton Park, Nova York.[48] El 1999, la relació de vuit anys de Raniere amb Natalie va acabar. Posteriorment, Natalie afirmaria haver estat víctima d'assetjament. En una sentència de gener de 2003, el jutge federal Robert Littlefield va donar a entendre que Raniere estava utilitzant una demanda legal per assetjar Natalie. Littlefield va escriure: «Aquest assumpte fa olor a l'intent de venjança o represàlia d'un company abandonat contra la seva antiga xicota, amb molts intents de trobar-se al llarg del camí».[212] El 2011, Natalie va presentar documents al tribunal federal al·legant que havia estat violada repetidament per Raniere.[212]
- Joseph J. O'Hara va ser un advocat que va abandonar NXIVM el 2005 després d'acusar el grup de delictes. El 2007, O'Hara va ser acusat pel comtat d'Albany. Més tard es va revelar que el fiscal del districte havia permès que la xicota de Raniere, Kristin Keeffe, treballès a la seva oficina com una mena d'advocada de les víctimes.[213] Els càrrecs van ser finalment desestimats.
- India Oxenberg, filla de l'actriu Catherine Oxenberg, va ser presentada al grup el 2011.[214] En el judici de Raniere, un testimoni va declarar que India havia passat un any amb una dieta de 500 calories per dia.[215] El maig de 2017, India va admetre a la seva mare que estava entre les que havien estat marcades.[216] India va abandonar el grup el juny de 2018, després de la detenció de Raniere.[217] L'agost de 2018 es va publicar el llibre de Catherine Oxenberg Captive: A Mother's Crusade to Save Her Daughter from a Terrifying Cult.[218][219]
- Mark Vicente, un cineasta conegut per la pel·lícula de 2004 What the Bleep Do We Know!?, va començar a implicar-se amb el grup l'any 2005. Vicente va declarar contra Raniere al seu judici de 2019.[220]

### Periodistes i bloguers
- James Odato és un periodista d'investigació que va escriure per a l'Albany Times Union. El 2012, Odato va informar de la història de pedofília de Raniere. L'octubre de 2013, Odato va ser nomenat en una demanda presentada per NXIVM, juntament amb Suzanna Andrews de Vanity Fair i el bloguer John J. Tighe; tots havien escrit críticament sobre el grup.[221] La demanda al·legava que s'havia accedit il·legalment als ordinadors de NXIVM. Poc després, Odato va ser «donat de baixa» del Times Union.[221] Després de la sentència de Keith Raniere el 2020, el consell editorial del New York Daily News va elogiar el treball d'Odato exposant NXIVM per la seva presciència, fent el pas inusual de lloar el treball publicat per un competidor.[222]
- Frank Parlato va ser contractat per NXIVM el 2007 per ajudar amb la publicitat. Després de concloure que els membres de NXIVM estaven sent estafats per Raniere, Parlato va començar a escriure sobre el grup a les seves pàgines web ArtVoice, The Niagara Falls Reporter i The Frank Report.[204][223]
- Rick Alan Ross és el director executiu de l'Institut Ross, especialitzat en l'estudi de cultes. Ross va rebre una còpia d'un manual de formació de NXIVM i en va publicar parts a la seva pàgina web. A NXIVM Corp. contra Ross Institute, NXIVM va demandar per intentar bloquejar més publicacions. Els tribunals van donar la raó a Ross.
- John Tighe va escriure sobre NXIVM en un blog.[224] El 2013, NXIVM va acusar Tighe d'accedir il·legalment als servidors de NXIVM mitjançant la informació d'inici de sessió d'un antic membre. La casa de Tighe va ser registrada per la policia de l'estat de Nova York i el seu ordinador va ser confiscat.[225]

### Documentals
- A&E Investigates: Cults and Extreme Belief va emetre el seu primer episodi d'1 hora, «NXIVM», amb entrevistes dels antics membres Sarah Edmondson i Mark Vicente, el 28 de maig de 2018.[226]
- Investigation Discovery va llançar un especial de dues hores, The Lost Women of NXIVM el 20 de juny de 2019.[227]
- HBO va llançar una sèrie-documental sobre NXIVM titulada The Vow; es va estrenar el 23 d'agost de 2020.[228][229]
- Starz va publicar una sèrie-documental sobre NXIVM titulada Seduced: Inside the NXIVM Cult; es va estrenar el 18 d'octubre de 2020.[230][231]
- NXIVM va ser el tema d'un episodi E! True Hollywood Story que inclou entrevistes de diversos periodistes i persones que alguna vegada van estar involucrades amb l'organització, com Catherine Oxenberg, Sarah Edmondson i l'actor i amic real d'Oxenberg, Callum Blue.
- CNBC va emetre un episodi d'American Greed titulat «Nightmare at NXIVM» el 25 de gener de 2021.[232]
- NBC va emetre un especial dataline el 26 de febrer de 2021, amb una entrevista amb Keith Raniere.[233]

### Altres
- La Canadian Broadcasting Corporation (CBC) va publicar un podcast el 2018 sobre NXIVM com a part de la temporada 1 de la sèrie de la CBC Uncover.
- NBC va emetre Law & Order: Special Victims Unit: Temporada 20, Episodi 5 titulat Accredo basat en els detalls d'aquest culte. L'episodi es va emetre el 18 d'octubre de 2018.
- Catherine Oxenberg va produir una pel·lícula per Lifetime sobre les experiències de la seva filla amb NXIVM.[234][235] Es titula Escaping the NXIVM Cult: A Mother's Fight to Save Her Daughter i es va emetre el 21 de setembre de 2019. Mentre que Catherine Oxenberg va fer de narradora i productora executiva, la pel·lícula va protagonitzar Andrea Roth com Catherine Oxenberg, Peter Facinelli com Keith Raniere i Sara Fletcher com Allison Mack.[236]
- India Oxenberg va escriure i narrar un llibre de memòries d'àudio, Still Learning, sobre el seu temps a NXIVM i la seva fugida.[237]
- El programa Outlook de la BBC World Service va emetre una sèrie de quatre parts sobre NXIVM al maig i juny del 2021.[238]